# Izabela Vidovic
Izabela Vidovic (del croata: Izabela Vidović; Chicago, 27 de mayo de 2001) es una actriz y cantante estadounidense. Más conocida por sus papeles en las películas Homefront, Wonder y en la serie de televisión The Fosters.

## Biografía
Izabela Vidovic nació en Chicago, Illinois, de padres croatas Mario y Elizabeta Vidović. Su madre es cineasta, actriz y escritora, nacida de croatas que se mudaron a la ciudad bosnia de Busovača. Izabela también habla croata. Comenzó a actuar en producciones teatrales cuando tenía siete años, apareciendo en Mary Poppins, Camp Rock y Annie. Se pasó al mundo de las producciones de cine y televisión en 2011.

## Carrera
Vidovic ha aparecido en varias series de la CW. En 2013, interpretó a Charlotte en The 100 en los episodios de la primera temporada La ley de Murphy y Earth Kills. En 2017, Vidovic interpretó a una joven Kara Danvers / Kara Zor-El en el episodio flashback de la tercera temporada de Supergirl Midvale. En 2018, tuvo un arco de varios episodios en la cuarta temporada de iZombie como Isobel. 
En 2017, interpretó a la hermana del personaje principal, Olivia, en la película Wonder.
En 2019, Vidovic protagonizó la cuarta temporada de Veronica Mars en Hulu.
En 2021, vuelve a interpretar a la joven Kara Danvers / Kara Zor-El en los episodios de la sexta temporada de Supergirl Prom Night! y Prom Again!.

## Filmografía

### Cine
| Año  | Título    | Papel                |
| ---- | --------- | -------------------- |
| 2013 | Homefront | Maddy Broker         |
| 2017 | Wonder    | Olivia "Via" Pullman |

### Televisión
| Año              | Título                  | Papel              | Episodios                       |
| ---------------- | ----------------------- | ------------------ | ------------------------------- |
| 2012             | Deadtime Stories        | Robin Peterson     | Episodio: "Grave Secrets"       |
| 2014             | The 100                 | Charlotte          | Papel secundario (2 episodios)  |
| 2014-2015        | About a Boy             | Shea García-Miller | Papel recurrente (10 episodios) |
| 2015             | Halo: The Fall of Reach | Linda              | Voz de doblaje                  |
| 2015-2018        | The Fosters             | Taylor Shaw        | Papel recurrente (21 episodios) |
| 2017, 2019, 2021 | Supergirl               | Kara de joven      | 6 episodios                     |
| 2018             | iZombie                 | Isobel             | 4 episodios                     |
| 2019             | Veronica Mars           | Matty Ross         | Papel recurrente (7 episodios)  |

- Datos: Q19822246